# Cementerio de guerra de Katyn
El cementerio de guerra de Katyn (en polaco: Polski Cmentarz Wojenny w Katyniu) es un cementerio militar polaco ubicado en Katyn, un pequeño pueblo a 22 kilómetros de Smolensk, Rusia, en la carretera a Vitebsk. Contiene los restos de 4.412 oficiales polacos del campo de prisioneros de guerra de Kozelsk, que fueron asesinados en 1940 en lo que se llama la masacre de Katyn. A excepción de los cuerpos de dos generales polacos exhumados por las autoridades alemanas en 1943 y luego enterrados por separado, todos los oficiales polacos asesinados en Katyn fueron enterrados en seis grandes fosas comunes. También hay una parte rusa del cementerio, donde unas 6.500 víctimas de las Grandes Purgas soviéticas de la década de 1930 fueron enterradas por la NKVD. El cementerio se inauguró oficialmente el 28 de julio de 2000.
El cementerio es un área grande e irregular que cubre aproximadamente 22 hectáreas de bosque. Todas las fosas comunes están ubicadas a ambos lados del callejón principal. También hay un callejón circular con miles de nombres de los oficiales que murieron en la masacre. Al final del callejón principal hay un monumento a los caídos y un altar con una campana conmemorativa ubicada bajo tierra.

## Historia
Inicialmente, después de la exhumación de 1943, los alemanes habían permitido a la Cruz Roja Polaca construir un cementerio en el lugar. Sin embargo, tras la reconquista soviética del área, fue destruida y la mayoría de las pruebas se eliminaron. La zona volvió a estar cubierta de bosques y se prohibió la entrada de civiles a la zona. Como el conocimiento de la masacre fue suprimido en los países comunistas, en 1976 el Gobierno de Polonia en el exilio otorgó al Katyn Memorial en Londres con la cruz de Virtuti Militari, el premio militar polaco más alto.
Tras la admisión soviética del crimen en 1990, se reanudaron las exhumaciones y los trabajos arqueológicos. En 1994 se firmó un tratado bilateral sobre cementerios de guerra y monumentos de guerra entre Polonia y Rusia. Esto allanó el camino para la construcción de un cementerio de guerra adecuado en Katyn. Después de varios años de construcción, se abrió al público el 28 de julio de 2000. Ese año también se abrieron cementerios similares en otros sitios de asesinatos en masa de Piatikhatki (cerca de Járkov), Smolensk y Mednoye. El Virtuti Militari otorgado al monumento en Londres fue luego transferido a Katyn, que se convirtió en uno de los pocos lugares del mundo entre sus destinatarios.
Durante la ceremonia de apertura, el lugar fue visitado por las más altas autoridades polacas y rusas. Entre ellos se encontraban los primeros ministros Jerzy Buzek y Viktor Khristenko, así como los mariscales de Sejm (Maciej Płażyński) y la senadora (Alicja Grześkowiak). La ceremonia fue inaugurada por el Jefe del Estado Mayor polaco, general Henryk Szumski, y concluyó con una misa católica celebrada por el primado de Polonia Józef Glemp, mientras que la ceremonia ortodoxa fue conducida por el obispo metropolitano de Smolensk Cyril Gundyaev. También se llevaron a cabo oraciones de otras denominaciones, ya que también hubo víctimas protestantes, musulmanas y judías de la NKVD enterradas allí.
El 10 de abril de 2010, el presidente polaco Lech Kaczyński, su esposa y otras 94 personas, incluidos muchos de los principales miembros de su personal, más de una docena de miembros del Parlamento y líderes del ejército murieron cuando el avión presidencial cayó aproximadamente media milla, desde la pista de aterrizaje de la ciudad rusa de Smolensk. La delegación polaca estaba en camino para participar en una ceremonia para conmemorar la masacre soviética de más de 20.000 miembros de la élite de Polonia hace 70 años.

## Galería

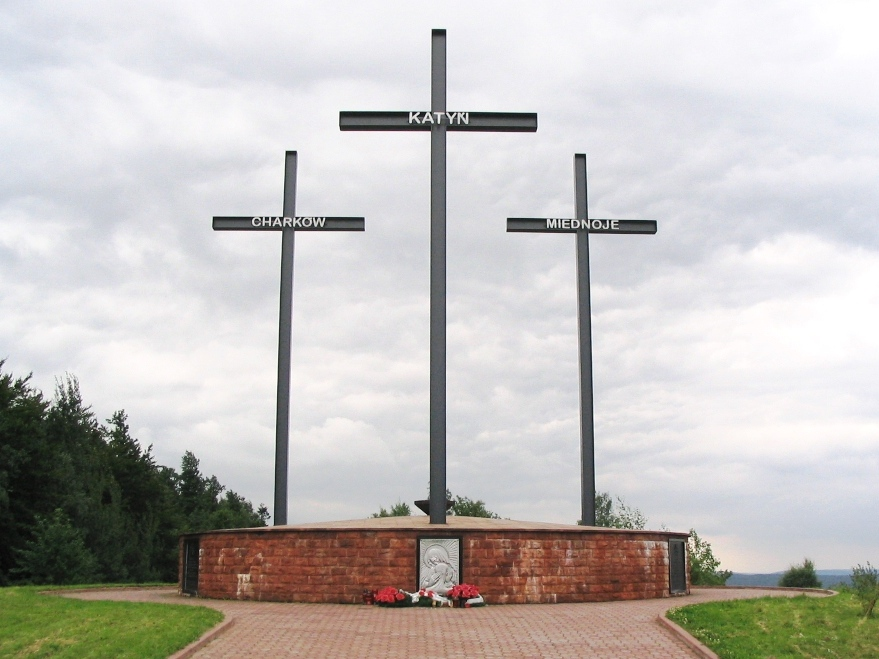
Monumento «Tres cruces (Járkov, Katyn, Mednoye)
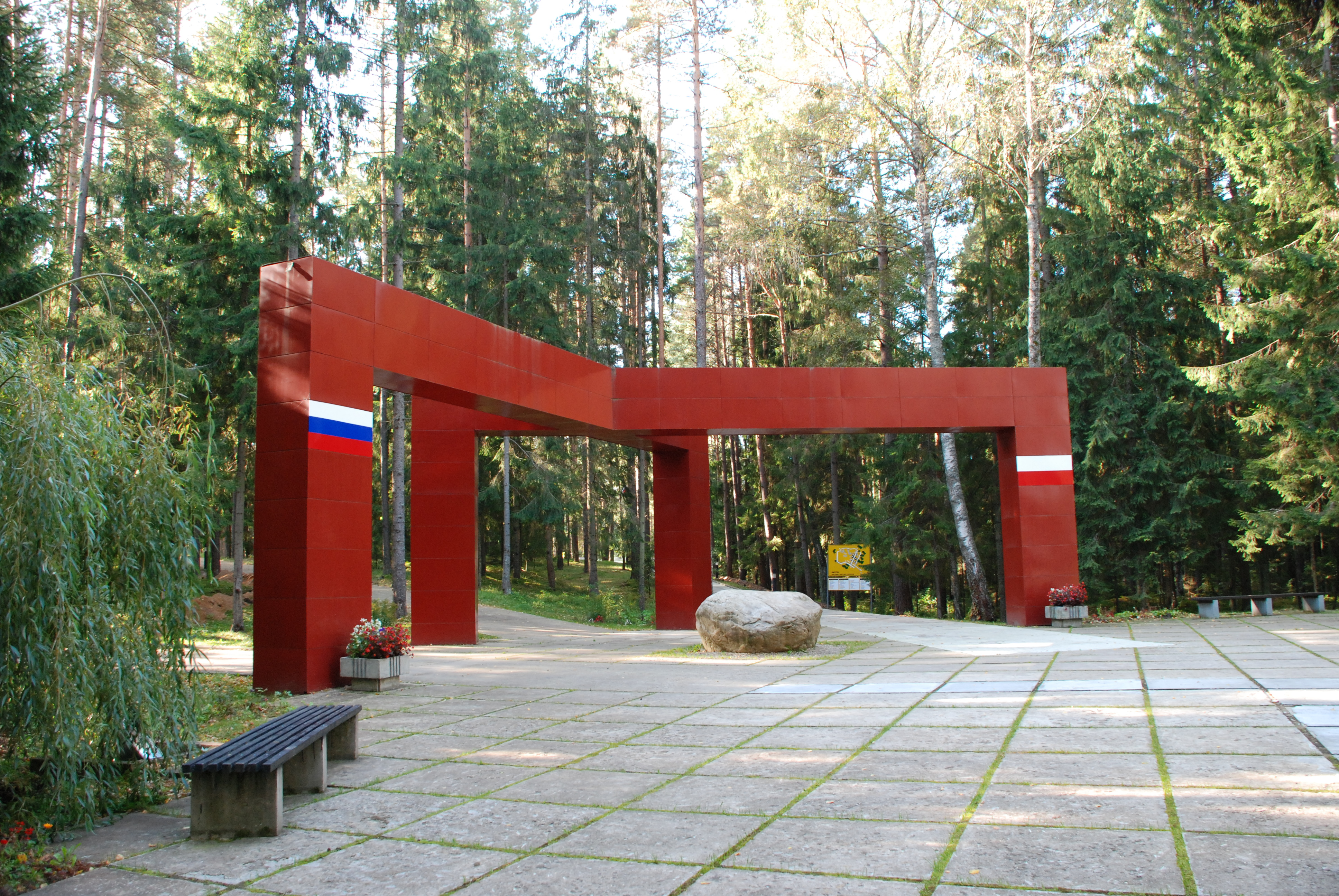
El lugar ritual del Memorial de Katyn y los portales de la entrada a los caminos de los cementerios polaco y ruso
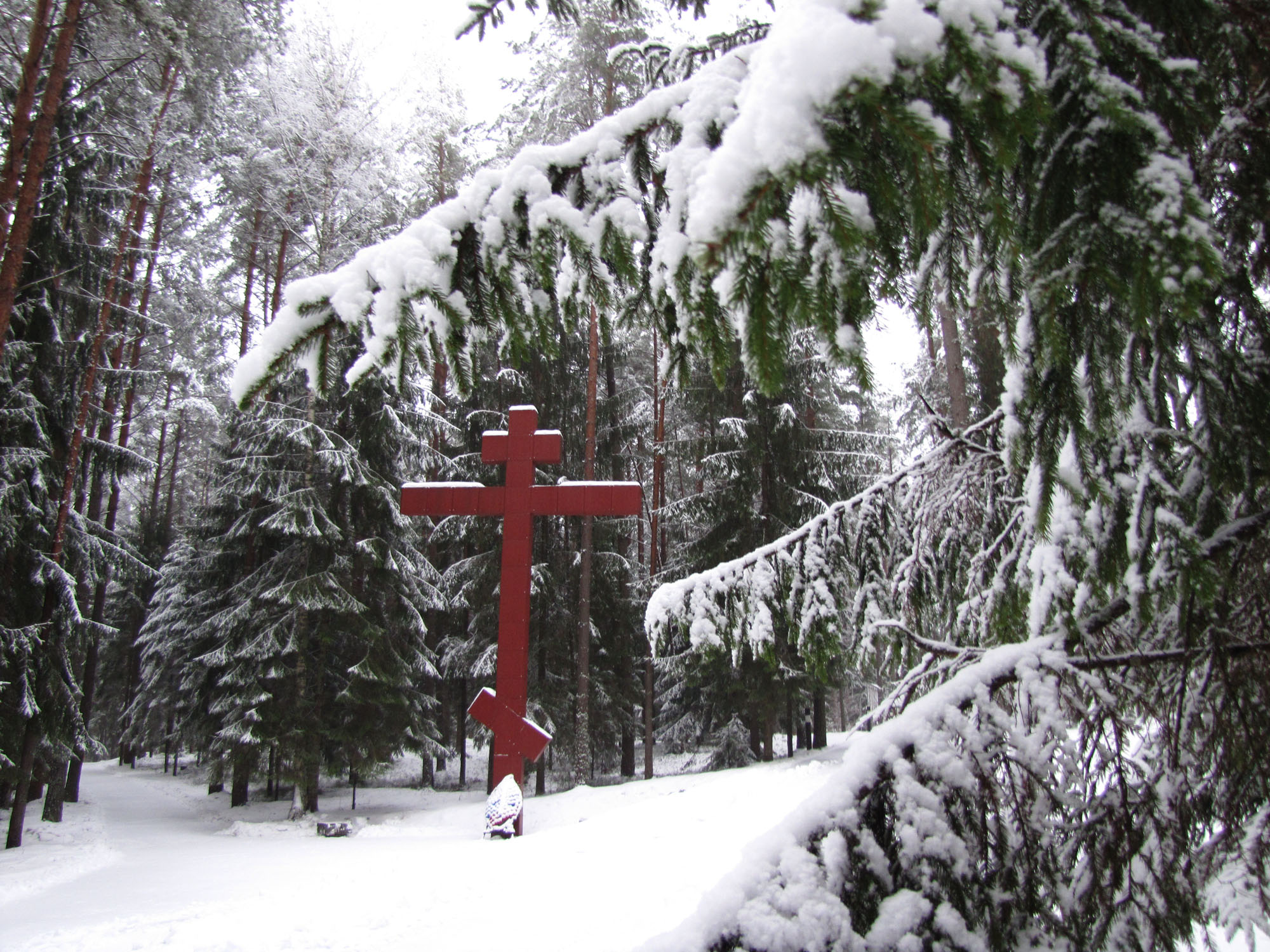
La cruz ortodoxa en la parte rusa del Memorial
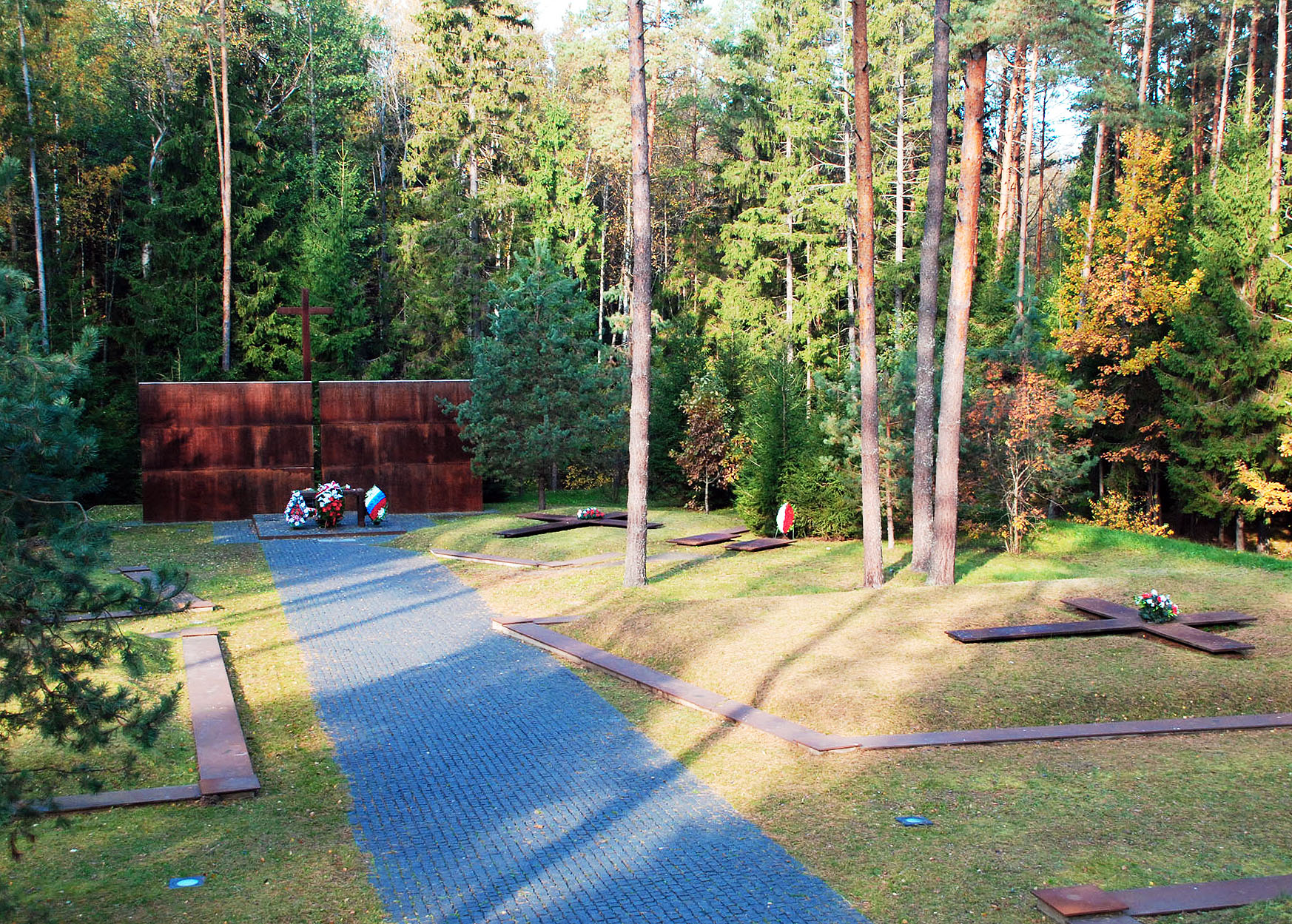
Cementerio militar polaco (vista general)
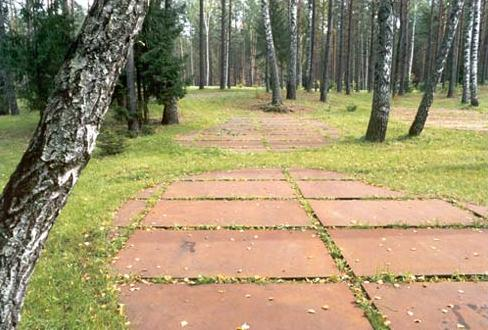
Contornos simbólicos de las fosas comunes de los oficiales polacos
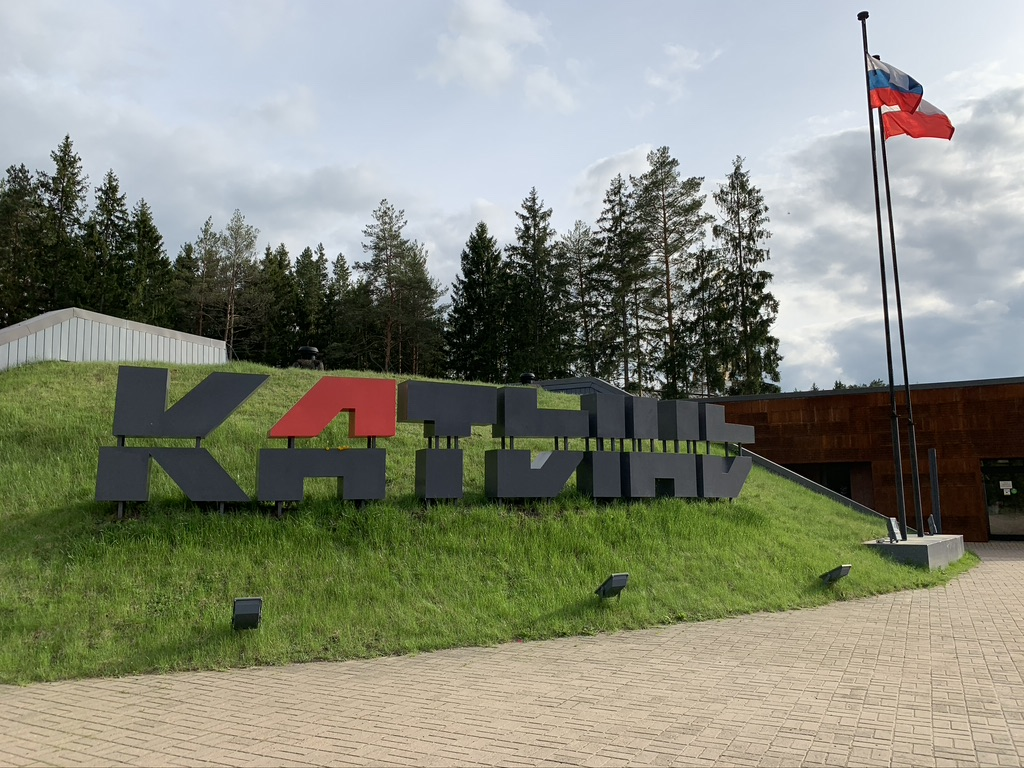
Entrada al complejo conmemorativo de Katyn en la Óblast de Smolensk

## Otros cementerios
Fosas comunes soviéticas de Piatykhatky